# Lengau (Waldmünchen)
Lengau ist ein Ortsteil der Stadt Waldmünchen im Landkreis Cham des Regierungsbezirks Oberpfalz im Freistaat Bayern.

## Geografie
Lengau liegt an der Staatsstraße 2154, 3,6 Kilometer südlich von Waldmünchen und 4,5 Kilometer südwestlich der tschechischen Grenze.
Südöstlich von Lengau erhebt sich der 824 Meter hohe Hoher Stein und südwestlich der 706 Meter hohe Sauruck. Nordwestlich von Lengau befindet sich das Quellgebiet des Moosdorfer Baches.

## Geschichte
Lengau (auch: Lengenawe, Lengaw, Lenngaw) wurde bereits im Herzogsurbar des Wittelsbacher Heinrich XIII. aus dem Jahr 1301 erwähnt.
1563 hatte Lengau 2 Mannschaften. 1588 gab es in Lengau 2 Höfe. 1630 wurden für Lengau 2 Höfe und ein Inmann aufgeführt. 1808 hatte der Weiler 2 Anwesen und ein Hüthaus.
Lengau gehörte 1815 zum Ortsgericht Herzogau. Zu Beginn des 19. Jahrhunderts wurden die Sonderrechte des Adels eingeschränkt und neu geordnet. Dies betraf auch die Gerichtsbarkeit. Eine gänzliche Beseitigung der adligen Gerichtsbarkeit war in Bayern zu diesem Zeitpunkt noch nicht durchsetzbar. Ab 1808 war es für Adlige möglich in zusammenhängenden Bezirken mit mindestens 50 Familien Ortsgerichte zu bilden. In diesem Zusammenhang bildete Zacharias Freiherr Voith von Voithenberg 1815 das Ortsgericht Herzogau mit den Orten Herzogau, Oberhütte, Pucher, Unterhütte, Voithenbergöd, Lengau, Sonnhof und Posthof. Dieses Ortsgericht hatte 102 Familien. Aus diesem Ortsgericht wollte er ein Patrimonialgericht I. Klasse und etwas später ein Patrimonialgericht II. Klasse bilden. Diese Bemühungen führten zu langwierigen juristischen Auseinandersetzungen, Beschwerden und Prozessen mit dem Innenministerium der Regierung des Regenkreises, die schließlich 1848 mit der Aufhebung der Patrimonialgerichtsbarkeit ein Ende fanden.
1808 wurde die Verordnung über das allgemeine Steuerprovisorium erlassen. Mit ihr wurde das Steuerwesen in Bayern neu geordnet und es wurden Steuerdistrikte gebildet. Dabei kam Lengau zum Steuerdistrikt Herzogau. Der Steuerdistrikt Herzogau bestand aus den Dörfern Herzogau, Pucher, Oberhütte, Ulrichsgrün, Unterhütte, Voithenbergöd, den Weilern Lengau und Posthof und der Einöde Sonnhof.
1820 wurden im Landgericht Waldmünchen Ruralgemeinden gebildet. Dabei kam Lengau zur Ruralgemeinde Machtesberg. Zur Ruralgemeinde Machtesberg gehörten neben Machtesberg mit 18 Familien der Weiler Lengau mit 5 Familien und die Einöde Sonnhof mit 2 Familien.
1830 wurde die Gemeinde Machtesberg auf eigenen Wunsch in die Gemeinde Prosdorf eingemeindet. 1972 schloss sich die Gemeinde Prosdorf der Stadt Waldmünchen an.
Lengau gehört zum Kuratbenefizium Herzogau der Pfarrei Waldmünchen. 1997 hatte Lengau 33 Katholiken.

## Einwohnerentwicklung ab 1820
| Jahr | Einwohner  | Gebäude |
| ---- | ---------- | ------- |
| 1820 | 5 Familien | k. A.   |
| 1838 | 37         | 3       |
| 1861 | 43         | 10      |
| 1871 | 48         | 19      |
| 1885 | 37         | 6       |
| 1900 | 41         | 9       |
| 1913 | 37         | 7       |

| Jahr | Einwohner | Gebäude |
| ---- | --------- | ------- |
| 1925 | 39        | 6       |
| 1950 | 59        | 8       |
| 1961 | 55        | 10      |
| 1970 | 40        | k. A.   |
| 1987 | 50        | 17      |
| 2011 | 36        | k. A.   |

## Tourismus
Durch Lengau führen der 178 Kilometer lange Pandurensteig und die Mountainbikewege MTB-15 und MTB-23.